# Hugo Ventura
Hugo Ventura Ferreira Moura Guedes, conhecido apenas por Ventura ou Hugo Ventura (Braga, 14 de Janeiro de 1988) é um ex-futebolista português que atuava como guarda-redes. Subiu na época 2007/2008 ao plantel principal do Porto, oriundo dos juniores.
Iniciou-se aos 10 anos no FC Porto e foi o guarda-redes titular da equipa juvenil portista, disputando com Rui Patrício a titularidade na selecção portuguesa nos escalões: sub16, sub17, sub18,sub19,sub20 e sub-21. Esteve também presente em 2 jogos da selecção AA para a fase de apuramento Campeonato da Europa 2012. A um porte físico adequado à posição, junta serenidade e segurança, bons pés e excelentes reflexos.
No início da época 2009/2010 foi emprestado ao Olhanense.
No início da época 2010/2011 foi emprestado ao Portimonense.
No início da época 2011/2012 foi emprestado ao Olhanense.
No início da época 2012/2013 foi emprestado ao Sporting CP.

## Títulos
Porto
- Campeonato Nacional Juniores: 2006-07
- Campeonato Português: 2007-08
- Campeonato Português: 2008-09
- Taça de Portugal: 2008-09
- Liga Intercalar: 2008-09